# Tokudaia osimensis
Tokudaia osimensis is een knaagdier uit het geslacht Tokudaia dat voorkomt op het eiland Amami-oshima in de Riukiu-eilanden. Er zijn Laat-Pleistocene fossielen bekend van Okinawa, maar de identificatie daarvan is niet helemaal duidelijk.
Hoewel deze soort vaak tot dezelfde soort als zijn nauwe verwant de Ryukyustekelrat (T. muenninki) wordt gerekend, zijn er ook grote verschillen. Zo heeft T. osimensis slechts 25 chromosomen, terwijl T. muenninki er 44 heeft. De twee soorten verschillen ook in bepaalde verhoudingen tussen de grootten van enkele lichaamsdelen.
Deze soort heeft een zeer bijzonderkaryotype. Vrouwtjes hebben geen X-chromosoom en mannetjes geen zichtbaar Y-chromosoom, net als de verwante soort Tokudaia tokunoshimensis en de woelmuis Ellobius lutescens. Er is nog niet veel over bekend.
Ryukyustekelrat (Tokudaia muenninki) · Tokudaia osimensis · Tokudaia tokunoshimensis